# Teijeira (Baralla)
Teijeira (llamada oficialmente San Pedro de Teixeira) es una parroquia y una aldea española del municipio de Baralla, en la provincia de Lugo, Galicia.

## Organización territorial
La parroquia está formada por dos entidades de población:
- Quintela
- Teixeira

## Demografía

### Parroquia
| Gráfica de evolución demográfica de Teijeira (parroquia) entre 2000 y 2019 |
|                                                                            |
| Datos según el nomenclátor publicado por el INE.                           |

### Aldea
| Gráfica de evolución demográfica de Teixeira (aldea) entre 2000 y 2019 |
|                                                                        |
| Datos según el nomenclátor publicado por el INE.                       |